# Museo naturalistico degli Alburni
Il museo naturalistico degli Alburni nasce nel 1997, sito in un palazzo del centro storico di Corleto Monforte (SA), ai piedi dei Monti Alburni, nel cuore del Parco nazionale del Cilento, Vallo di Diano e Alburni.

## Descrizione
Il museo espone in varie sezioni permanenti vertebrati e invertebrati della fauna europea, particolarmente ricca di reperti di uccelli (1200 specie europee circa), mammiferi (oltre 60 specie), crostacei (decapodi del Mediterraneo), insetti (oltre 20.000 esemplari). Il museo si occupa inoltre anche di integrazione uomo-ambiente mediante la  salvaguardia e valorizzazione dei valori etno-antropologici, la promozione di attività educative, di sensibilizzazione, di formazione e di ricerca scientifica.
È gestito dalla Fondazione I.RI.DI.A. (Istituto di Ricerca e Didattica Ambientale).